# Chân dung Madam Phương
Chân dung Madam Phương hay có tên khác là Chân dung Madam Phượng (tiếng Pháp: Portrait of Mademoiselle Phuong) là một tác phẩm nổi tiếng của họa sĩ Mai Trung Thứ. Vào tháng 4 năm 2021, bức tranh được trả với giá là 3.1 triệu USD khi tham gia phiên đấu giá "Beyond Legends: Modern Art Evening Sale" của Sotheby's diễn ra tại Hồng Kông.
Bức tranh trở thành tác phẩm có giá công khai cao nhất của nền mỹ thuật Việt Nam, vượt xa kỷ lục 1,4 triệu USD bức "Khỏa thân" của Lê Phổ. Tác phẩm là bản vẽ của một người tên Phương hay Phượng, được xem là người tình của họa sĩ Mai Trung Thứ.
Vào năm 1930, tác phẩm được triển lãm lần đầu tiên tại trường Mỹ Thuật Đông Dương trước khi tham dự Triển Lãm Quốc Tế Thuộc Địa năm 1931 ở Paris. Bức tranh là một biểu tượng văn hóa, từng được xuất hiện ở các phân cảnh của phim Mùi Đu Đủ Xanh (The Scent of Green Papaya) năm 1993 của đạo diễn Trần Anh Hùng.